# Tenis de mesa en los Juegos Panafricanos de 2015
El Tenis de mesa en los Juegos Panafricanos de 2015 se llevó a cabo entre los días 11 y 18 de septiembre de 2015 en la capital Brazzaville y constó de siete eventos (tres en masculino, tres en femenino y uno mixto), tanto en individual como por equipos.

## Resultados
| Evento              | Oro                                       | Plata                                        | Bronce                                       |
| ------------------- | ----------------------------------------- | -------------------------------------------- | -------------------------------------------- |
| Sencillos Masculino | Omar Assar                                | Aruna Quadri                                 | Khaled Assar                                 |
| Sencillos Masculino | Omar Assar                                | Aruna Quadri                                 | Jianan Wang                                  |
| Sencillos Femenino  | Dina Meshref                              | Nadeen El-Dawlatly                           | Olufunke Oshonaike                           |
| Sencillos Femenino  | Dina Meshref                              | Nadeen El-Dawlatly                           | Han Xing                                     |
| Dobles Masculino    | República del Congo Bin Hu Jianan Wang    | República del Congo Suraju Saka Saheed Idowu | Egipto · El-sayed Lashin · Ahmed Saleh       |
| Dobles Masculino    | República del Congo Bin Hu Jianan Wang    | República del Congo Suraju Saka Saheed Idowu | Egipto · Omar Assar · Khalid Assar           |
| Dobles Femenino     | República del Congo Yuheng Li Han Xing    | Egipto · Dina Meshref · Nadeen El-Dawlatly   | Nigeria Olufunke Oshonaike Rashidat Ogundele |
| Dobles Femenino     | República del Congo Yuheng Li Han Xing    | Egipto · Dina Meshref · Nadeen El-Dawlatly   | Nigeria Offiong Edem Cecilia Offiong         |
| Dobles Mixtos       | República del Congo Jianan Wang Yuheng Li | Nigeria Ojo Onaolapo Olufunke Oshonaike      | Egipto · Omar Assar · Dina Meshref           |
| Dobles Mixtos       | República del Congo Jianan Wang Yuheng Li | Nigeria Ojo Onaolapo Olufunke Oshonaike      | Egipto · Ahmed Saleh · Farah Abdel-Aziz      |
| Equipos Masculino   | Nigeria                                   | Egipto                                       | República del Congo                          |
| Equipos Masculino   | Nigeria                                   | Egipto                                       |                                              |
| Equipos Femenino    | Egipto                                    | Nigeria                                      | República del Congo                          |
| Equipos Femenino    | Egipto                                    | Nigeria                                      |                                              |

## Medallero
| #     | País                | Oro | Plata | Bronce | Total |
| ----- | ------------------- | --- | ----- | ------ | ----- |
| 1     | Egipto              | 3   | 3     | 5      | 11    |
| 2     | República del Congo | 3   | 0     | 4      | 7     |
| 3     | Nigeria             | 1   | 3     | 3      | 7     |
| Total | Total               | 7   | 7     | 12     | 26    |